# José Ignacio Salafranca Sánchez-Neyra
José Ignacio Salafranca Sánchez-Neyra, (Madrid, 31 de mayo de 1955) es un político español, y exmiembro del Parlamento Europeo.

## Biografía
Es licenciado en Derecho por la Universidad Complutense de Madrid y ha realizado cursos de doctorado en derecho en la misma Universidad. Es Doctor Honoris Causa por la Universidad de las Américas de Chile. También es diplomado en Integración Europea por la Escuela Diplomática de Madrid y por el Instituto Nacional de Administración Pública. 

## Parlamento Europeo
Diputado en el Parlamento Europeo de 1994 a 2014 y desde 2017 hasta el 2019 . 
Fue miembro de las Comisiones de Asuntos Exteriores en la que es Vice-Coordinador del grupo PPE y Ponente del acuerdo UE-México y del Instrumento Financiero de Ayuda a la Prehadesión III, Comercio Internacional en la que es el Ponente del Acuerdo UE-MERCOSUR, Control Presupuestario donde es Ponente del Reglamento del Programa de la UE de Lucha Contra el Fraude y de la Comisión de Delitos Financieros y Elusión y Evasión Fiscales (Tax3). También es miembro de la Delegación en la Asamblea Parlamentaria Euro-Latinoamericana.Ha sido Presidente de la Asamblea Parlamentaria Euro-Latinoamericana (EUROLAT), Presidente del Grupo de Seguimiento sobre la situación en los países de la Primavera Árabe, miembro del Democracy Support and Election Coordination Group. 
Ha sido miembro de la mesa política del Grupo Popular Europeo y Vicepresidente del Grupo Popular Europeo.
También fue Portavoz adjunto del Grupo Parlamentario Popular en el Parlamento Europeo de 1994 a 2006. Ha sido Miembro de la Junta de Gobernadores del Fondo Europeo para la Democracia (European Endowment for Democracy), Miembro de la Comisión Parlamentaria Mixta México–UE, ponente del Acuerdo UE-México, UE-Chile, UE-Colombia, Perú y América Central y de la Delegación para las relaciones con EE. UU., Presidente de las Delegaciones del Parlamento Europeo para las relaciones con los países de América Central, México y Cuba y de la Delegación para las relaciones con los países de América del Sur y el Mercosur, Presidente de la Delegación del Parlamento Europeo para la Observación de Elecciones Presidenciales en el Perú en 2001, en Colombia en 2002, en Afganistán en 2005, en El Salvador en 2009 y en Paraguay en 2013 y 2018 y en el Líbano en 2018.
Ha sido Jefe de la Misión de Observación Electoral de la Unión Europea en México en 2006 y en Líbano en 2005 y 2009, en Perú 2006 y 2011 y en Argelia en 2012, Presidente, Presidente de la Delegación ad hoc del Parlamento Europeo a Túnez en 2011, a Libia en 2012 y representante del Parlamento Europeo en las Conferencias Ministeriales de S. José con A. Central y Grupo de Río y en las 2ª, 3ª, 4ª, 5ª, 6ª y 7ª Cumbres de Jefes de Estado y de Gobierno UE-AL.

## Servicio Europeo de Acción Exterior
Durante los años 2015 hasta principios de 2017 fue Embajador Extraordinario y Plenipotenciario y Jefe de la Delegación de la Unión Europea en la República Argentina.

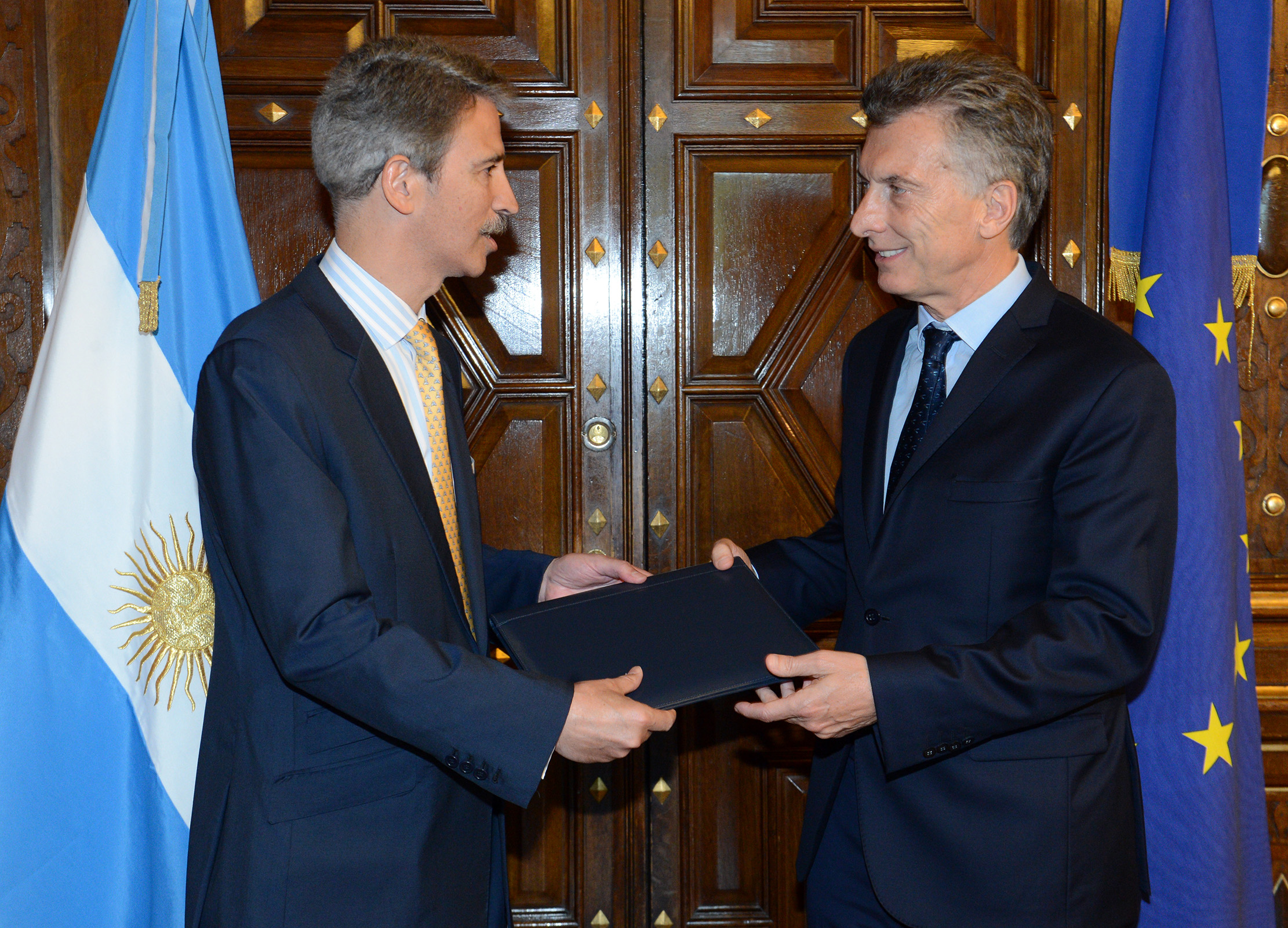
El Embajador José Ignacio Salafranca presenta las cartas credenciales al Presidente de la República Argentina Mauricio Macri

## Comisión Europea
Fue Miembro del Gabinete del Comisario Abel Matutes en las tres Comisiones Delors, desde la adhesión de España a las CC.EE. (Créditos e Inversiones, PYMES e Ingeniería Financiera).
Jefe de Gabinete adjunto del Comisario Abel Matutes (Relaciones Exteriores, Transporte y Energía).
Jefe de Gabinete adjunto del Comisario Marcelino Oreja (Transporte y Energía).  

## Otras actividades
- Vicepresidente del Consejo Federal Español del Movimiento Europeo.

- Patrono de la Fundación Euro-América.

- Miembro del Consejo Asesor del PNUD (Informe de Desarrollo Humano en América Latina) (2015).

- Presidente del Comité Español por la Unión Paneuropea (2002-2004).

- Profesor de Comunidades Europeas en las Universidades de París, Lille, Trieste, Menéndez Pelayo, Complutense, Autónoma y Politécnica de Madrid, de las Cámaras de Comercio de Madrid, Barcelona, Valencia, de la Asociación de Fiscales del Reino, etc.

- Miembro del Cuerpo Técnico de Inspección del Transporte del Ministerio de Transportes, Turismo  y Comunicaciones del que fue Jefe del Servicio de Cooperación Internacional (en situación de servicios
- especiales).

- Letrado de la A.D.G. del Ministerio de Agricultura Pesca y Alimentación (en situación de servicios especiales).

- Funcionario de la Comisión Europea (en excedencia especial).

- Miembro del Patronato de la Fundación EU-LAC (hasta 2014).

- Profesor en la Escuela Diplomática de Madrid (1985-2009) y de Derecho Civil en Universidad San Pablo CEU.

- Autor de distintos libros, artículos y conferencias.

## Condecoraciones
- Gran Collar de la Orden del Mérito (del Parlamento Latinoamericano)
- Gran Cruz de la Orden Al Mérito por Servicios Distinguidos del Perú
- Medalla del Congreso del Perú
- Gran Cruz de la Orden «Al Mérito del Servicio Diplomático del Perú José Gregorio Paz Soldán»
- Gran Cruz de la Orden al Mérito de Chile
- Gran Cruz de la Orden Antonio José de Irisarri de Guatemala
- Gran Cruz de la Orden Francisco de Miranda de Venezuela
- Gran Cruz de la Orden de Morazán del Parlamento Centroamericano
- Gran Cruz de la Orden del Quetzal de Guatemala
- Gran Oficial de la Orden del Mérito Andino del Parlamento Andino
- Gran Oficial de la Orden de Bernardo O'Higgins de Chile
- Gran Oficial de la Orden al Mérito Centroamericano del Parlamento Centroamericano
- Gran Oficial de la Orden de S. Carlos de Colombia
- Gran Oficial de la Orden de los Cinco Volcanes de Guatemala
- Gran Oficial de la Orden del Mérito de Ecuador
- Gran Oficial de la Orden de la Batalla de San Jacinto de Nicaragua
- Gran Oficial de la Orden del Mérito de Colombia
- Comendador de la Orden del Mérito de Colombia
- Comendador de la Orden del Sol de Perú
- Comendador de la Orden del Mérito de Ecuador
- Oficial de la Orden de Mayo de Argentina
- Oficial Orden del Águila Azteca de México
- Orden del Cedro del Líbano
- Orden Presidencial de la Excelencia de Georgia.